# Сербини
Сербини — козацькі старшинські роди Війська Запорозького, а також шляхетські Російської імперії. Родинні зв'язки між ними невідомі.

## Сербини (гербЛеліва)
Козацький старшинський рід Війська Запорозького, а також шляхетський рід Російської імперії.
Використовували герб Леліва.

### Представники роду
- Сербин Іван Федорович — перший відомий представник роду. Полковник Лубенського козацького полку (1668–1676 роки).[2]

## Сербини (гербЛук)
Козацький старшинський рід Війська Запорозького, а також шляхетський рід Російської імперії сербського походження.
Використовували герб Лук.

### Представники роду
- Сербин Войца Станіславович — перший відомий представник роду. Генеральний осавул (1687–1689). Полковник Переяславського козацького полку (1675–1677, 1679–1683 роки).[2]